# Friedrich Schleiermacher
Friedrich Daniel Ernst Schleiermacher (ur. 21 listopada 1768 we Wrocławiu, zm. 12 stycznia 1834 w Berlinie) – niemiecki teolog protestancki, filozof i pedagog.

## Życiorys
Był synem duchownego kalwińskiego, wychowywanym w surowym duchu pietystycznym, przeciwko któremu często się buntował. Jego ojciec Johann Schleiermacher był kapelanem pracującym na Śląsku. W związku z tym dwa razy w roku przybywał do Pszczyny. Tam zapoznał się z sytuacją ewangelików reformowanych w pobliskiej Małopolsce. Walczył o to, by ci mogli przeprowadzić się na słynące z wolności religijnej tereny państwa pszczyńskiego. Tak też się stało. Johann został pierwszym pastorem nowo powstałego zboru reformowanego w Hołdunowie (dzisiaj część Lędzin). Z tego powodu rodzina Schleiermacherów  często przebywała w tamtym regionie. Sam Friedrich przez trzy lata uczęszczał do pszczyńskiej szkoły ewangelickiej, a mieszkał w Hołdunowie. Tam też zmarł i pochowany został jego ojciec. Sam Friedrich mimo dystansu do ojca, później w swojej teologii nawiązywał do pietyzmu. W latach 1794–1797 był wikarym i kaznodzieją w Gorzowie Wielkopolskim (Landsberg an der Warthe), gdzie działał przy Kościele Zgody. W latach 1802–1804 był pastorem kościoła zamkowego w Słupsku. Był przez krótki czas kapelanem szpitala berlińskiego, gdzie miał okazję zetknąć się z grupą niemieckich pisarzy romantycznych. Jako młody profesor w Halle Schleiermacher przeżył najazd wojsk napoleońskich.
Teolog powrócił do Berlina już jako kaznodzieja i wykładowca na nowo utworzonym uniwersytecie. Chociaż nie powołał nowej szkoły myślenia, zainicjował nową epokę w filozofii (uważany jest za ojca nowożytnej hermeneutyki), a także zasłynął jako pionier w dziedzinie krytyki biblijnej, co w niektórych kręgach przyniosło mu miano pierwszego wielkiego teologa po Kancie.
Jego wybitne osiągnięcia w dziedzinie hermeneutyki, krytyki biblijnej i teorii przekładu nie były przypadkowe – podwaliny pod nie położył wydanym w r. 1810 pierwszym w Niemczech, fundamentalnym przekładem Platona obejmującym prawie wszystkie jego dialogi. Przekład ten na następne 150 lat wyznaczył schemat interpretacyjny myśli Platona.
Schleiermacher wybrał pośrednią drogę między świecką filozofią a ortodoksyjnym chrześcijaństwem, biorąc jako punkt wyjścia dla swych rozważań zjawisko przeżycia religijnego. Dostrzegał on istotę religii właśnie w przeżyciu, w uzmysławianiu sobie przez wiernego całkowitej zależności od Boga. Te elementy ocenił jako klucz do każdej innej doktryny chrześcijańskiej. Brak poczucia zależności od Boga uznał za istotę grzechu. Chrystus był (według Schleiermachera) człowiekiem zależnym do końca od Boga w każdym działaniu, myśli, czynie i słowie. Zależność ta wyrażała się w istnieniu Boga w Nim (w Jezusie). Misją Jezusa miało być uzmysłowienie ludziom tej całkowitej zależności.
Schleiermachera uznaje się za ojca nowoczesnej teologii protestanckiej. Wywarł znaczny wpływ zarówno na późniejszą teologię liberalną (reprezentowaną m.in. przez Albrechta Ritschla czy Adolfa Harnacka), jak i reprezentantów teologii przebudzenia (August Tholuck, August Neander) czy zwolenników ortodoksji luterańskiej (Ernst Wilhelm Hengstenberg).

## Teoria tłumaczenia
Friedrich Schleiermacher oprócz filozofii i teologii zajmował się także tłumaczeniem. Jego przekłady Platona na język niemiecki są wciąż czytane prawie dwa stulecia od powstania. Jego teoria tłumaczenia (częściowo stworzona na fundamentach teorii Johanna Gottfrieda Herdera) w szczególności opiera się na :
- postulacie, iż myśl tożsama jest z wyrażeniem językowym. Schleiermacher równa myśl z językiem “wewnętrznym”, teoria ta ma swoje korzenie w psychologii, która opisuje przypadki myśli pojawiających się bez żadnych zewnętrznych bodźców językowych
- poglądzie, iż znaczenie pochodzi z jedności sfery słownej, a kryterium, jakiego używamy, mówiąc o znaczeniu, jest faktyczny sposób, w jaki używamy języka.
- teorii, iż ludzie wykazują znaczące językowe i konceptualno-intelektualne podobieństwa, ale także uderzające różnice. Różnice te odnaleźć można w szczególności w różnych okresach i kulturach, ale także w obrębie jednego okresu i wspólnej kultury.
- holistycznej koncepcji znaczenia (Schleiermacher znacząco rozwinął koncepcje stworzone przez swoich poprzedników). Można wyróżnić przynajmniej trzy aspekty holizmu semantycznego:
  1. różne specyficzne znaczenia poszczególnego słowa zawsze tworzą większą semantyczną jedność, do której należą (a więc zmiana każdego słowa wpływa na znaczenie całego wyrażenia),
  2. istota każdego poszczególnego pojęcia jest definiowana przez jego relacje z całym “systemem pojęć”,
  3. aspekt wyróżniający gramatyczny system językowy jest jednocześnie częściowo składową charakteru wyrażanych w nim pojęć.

Schleiermacher swoje podejście do teorii tłumaczenia szczegółowo opisał w swoim eseju “O różnych metodach tłumaczenia” (1813). Najważniejsze zawarte tam postulaty to :
- tłumacz zmierzyć się musi z pojęciową przepaścią pomiędzy językiem tekstu tłumaczonego dzieła i własnym ojczystym językiem.
- to sprawia, iż przekład staje się niezwykle trudnym zadaniem, pełnym przeszkód na drodze do ostatecznego celu tłumacza: wiernego oddania znaczenia. Przykładem tego jest poezja, w której oprócz wiernego oddania znaczenia, tłumacz musi odtworzyć także muzyczny aspekt danego wiersza (rytm, rymy), często w istocie najważniejszy. Niejednokrotnie te dwa aspekty wykluczają się wzajemnie, a słowo, które wiernie oddaje rym, bądź jest bliższe danemu pojęciu, nie jest najbliższe znaczeniowo danemu słowu w oryginale.
- ze względu na te trudności, tłumacz musi wykazywać językową kompetencję badacza, jak i jednocześnie być “artystą” słowa.
- proces tłumaczenia może odbywać się na jeden z dwóch sposobów: poprzez przybliżenie lingwistyczno-konceptualnego świata autora do czytelnika tłumaczenia (naturalizacja), lub też na odwrót (alienacja). Terminy te są dzisiaj znane lepiej jako udomowienie i egzotyzacja. Z tych dwóch strategii, w opinii Schleiermachera, naturalizacja jest niedopuszczalna, gdyż nieodwracalnie odbiega od oryginalnych konceptów i myśli autora.
- rozwiązanie pewnych problemów wynikających z alienacji, kiedy to najbliższe odpowiedniki słowa z tekstu oryginalnego oraz słowa z języka tłumaczenia są wciąż zbyt odległe znaczeniowo, leży w plastyczności języka. Jeśli zajdzie taka potrzeba, należy „nagiąć” język, na który się tłumaczy, tak by na ile to tylko możliwe objąć nim pierwotną myśl autora oryginału.

Z powyższego wynika, że dane słowo w tekście powinno być tłumaczone jednolicie, a nie na różne sposoby, jeśli zmienny jest kontekst.
Alienacja sprawia, że tłumaczenia mogą być o wiele trudniejsze do zrozumienia niż gdyby stosowana była naturalizacja, jednak jest to cena, którą trzeba zapłacić w zamian za uniknięcie zniekształcenia pierwotnej myśli autora. By strategia ta zadziałała, należy przetłumaczyć duże ilości tekstu, tak by czytelnik, mając wystarczająco dużo przykładów nieznanego sobie sposobu użycia danego słowa, mógł zrozumieć jego znaczenie. Nawet przy takich założeniach trudno oddać aspekt holistyczny, wszystkie sposoby użycia danego słowa, jego kolokacje i gramatykę języka. Jako że wszystko to składa się na znaczenie słowa, tłumaczenie nieuchronnie spłyca tekst oryginalny, pozostając tylko jego imitacją. Mimo to tworzenie tłumaczeń jest uzasadnione, nie tylko z prostego względu, że umożliwia zapoznanie się z dziełem osób nieznających języka oryginału, ale także dlatego, że poprzez proces alienacji i „naginania” języka odbiorców, wzbogaca go.
W odniesieniu do pewnych obaw Herdera, Schleiermacher twierdzi, że nie należy obawiać się, że takie wzbogacanie pozbawi język odbiorców swej autentyczności. W sytuacjach, gdy pojawi się konflikt, problematyczne kwestie po prostu szybko znikną z języka .

## Upamiętnienie
W dniach 18–20 listopada 2008 roku we Wrocławiu miały miejsce międzynarodowe obchody 240 rocznicy urodzin Friedricha Schleiermachera.

## Publikacje
- Mowy o religii do wykształconych spośród tych, którzy nią gardzą, tłum. Jerzy Prokopiuk Kraków: Znak, 1995